# Mark Arie
Marcus Mills Pomeroy "Mark" Arie (Thomasboro, Illinois, 27 de març de 1882 – Champaign, 19 de novembre de 1958) va ser un tirador estatunidenc que va competir a començaments del segle xx.
El 1920 va prendre part en els Jocs Olímpics d'Anvers, on disputà dues proves del programa de tir. Guanyà la medalla d'or en ambdues competicions: la fossa olímpica per equips i la prova individual.